# Пожечевский, Виктор Александрович
Ви́ктор Алекса́ндрович Пожече́вский (укр. Віктор Олександрович Пожечевський; 4 февраля 1951, Полтава, Украинская ССР, СССР) — советский, украинский футболист, тренер и спортивный функционер, заслуженный тренер Украины.

## Биография
Футбольное образование Виктор Пожечевский постигал в группе подготовки полтавского «Колоса», у тренера Ивана Ивановича Горпинко. После окончания спортшколы играл за различные любительские заводские команды. Потом была служба в армии, которую проходил в Казахстане. Демобилизовавшись вернулся в Полтаву, находился на просмотре в коллективе «Сельстрой», но закрепиться в команде мастеров не удалось. Выступал в составе полтавского «Спутника» — неоднократного победителя первенства области.
Окончив институт, работал детским тренером. Затем было приглашение в команду мастеров «Колос» (Полтава), где вначале был администратором, а вскоре получил назначение на должность начальника команды и входил в тренерский штаб Владимира Аксёнова, который весной 1982 года покинул свой пост. Этот сезон для коллектива завершился провально, финишировав на последнем месте полтавчане лишились статуса команды мастеров.
В 1983 году, Пожечевский стал помощником Анатолия Штриголя, в созданной при полтавском Кооперативном институте команде «Кооператор», игравшей в любительском чемпионате Украинской ССР. В 1984 году состоялось возрождение полтавского «Колоса», получившего новое название — «Ворскла». Коллектив возглавили Виталий Бардешин и Виктор Пожечевский. Стартовав в республиканском первенстве среди команд КФК и став победителями группового турнира, в финале полтавчане не смогли выбороть путёвку во вторую лигу. В следующем сезоне подопечные Пожечевского снова остановились за шаг от победы в любительском чемпионате, уступив путёвку во вторую лигу ахтырскому «Нефтянику». И лишь в 1986 году, Виктору Александровичу удалось вернуть полтавскому клубу место в турнире команд мастеров.
В первом сезоне, после возвращения во вторую лигу, полтавская команда заняла 9 место, а уже в следующем первенстве подопечные Пожечевского претендовали на выход в первую лигу, но в итоге заняли второе место, отстав от чемпиона республики, черновицкой «Буковины», лишь на два очка. В 1990 году произошла структурная реорганизация команды. «Ворскла» юридически и официально стала профессиональным футбольным клубом, а Пожечевский стал её первым президентом. Сезон 1991 года стал последним для полтавчан в чемпионатах СССР. Стартовала в первенстве «Ворскла» не слишком удачно. В августе был отправлен в отставку главный тренер Владимир Ходус, а для управления командой был создан тренерский совет во главе с Виктором Пожечевским, который и руководил коллективом до завершения сезона.
В 1992 году стартовал независимый чемпионат Украины. «Ворскла» начала свои выступления с первой лиги, где провела пять сезонов. Виктор Пожечевский занимался административной работой и был одним из руководителей клуба, который в этот период испытывал серьёзные финансовые трудности. В середине 90-х, отчаявшись ждать поддержки от местных властей и бизнеса, Владимир Александрович покинул «Ворсклу», уйдя работать детским тренером, но вскоре, после того как у руля клуба встал бизнесмен Владимир Артёмов, вернулся в команду, став её главным тренером и по совместительству вице-президентом клуба. Подкрепив финансовые тылы и усилив состав опытными футболистами, «Ворскла» успешно стартовала в сезоне 1995/96, по итогам которого подопечные Пожечевского заняли 1 место и впервые в своей истории получили право со следующего чемпионата выступать в высшей лиге. В первом же сезоне, играя в элитном дивизионе, Пожечевский сумел вывести команду на 3 место, став с «Ворсклой», впервые в её истории, бронзовым призёром чемпионата. Так же клуб получил право представлять Украину в Кубке УЕФА. Дебют полтавской команды и её наставника на евроарене состоялся 23 июля 1997 года, в поединке предварительного этапа Кубка УЕФА «Даугава» (Рига) — «Ворскла» (Полтава) 1:3. В чемпионате 1997/98, полтавчане финишировали на 5 месте. После предыдущего «бронзового» сезона, болельщики и руководство города стали расценивать такой результат как неудачный. Не согласившийся с такой оценкой выступлениям своей команды, Пожечевский, за три тура до окончания чемпионата, подал в отставку.
Летом 1998 года, Виктору Александровичу поступило предложение от вице-премьер министра Туркменистана Бориса Шихмурадова, одновременно возглавлявшего Федерацию футбола страны, принять сборную Туркменистана. Став у руля национальной команды, Пожечевский так же был назначен на должность консультанта клуба «Копетдаг», но уже через месяц стал главным тренером, совмещая клубную деятельность с работой в сборной. Для усиления национальной команды, Виктор Александрович пригласил ряд футболистов с Украины — Андрея Завьялова, Константина Сосенко, Романа Бондаренко, Игоря Кислова, которые оформив соответственное гражданство, вместе с натурализованными россиянами Валерием Брошиным и капитаном команды Дмитрием Хомухой составили костяк сборной Туркменистана. В декабре 1998 года подопечные Пожечевского приняли участие в 13 Азиатских играх, где выступили довольно успешно, по ходу турнира обыграв сборные Вьетнама, Южной Кореи, Индии и сыграв вничью с командами КНДР и Узбекистана, пробились в 1/4 финала, где уступили сборной Китая.
В начале 1999 года тренер принимает решение вернуться на родину. Прибыв на Украину, получает предложение возглавить команду первой лиги «Нефтяник» (Ахтырка), находившуюся на предпоследнем, 17 месте в турнирной таблице. Но несмотря на все старания, поднять команду выше 14 места тренеру не удалось и коллектив покинул перволиговый турнир.
С 2005 года Пожечевский работает начальником управления физкультуры и спорта Полтавской областной госадминистрации. Также Виктор Александрович стоял у истоков создания футбольного клуба «Полтава», был его вице-президентом, занимал аналогичную должность в ФК «Полтава-2-Карловка», а ныне является Почётным президентом ФК «Полтава». Кроме того был вице-президентом Профессиональной футбольной лиги Украины, входит в Центральный совет ПФЛ. 25 октября 1997 года Виктор Александрович Пожечевский стал Почётным гражданином города Полтава.

## Достижения
- Чемпион Туркменистана: 1997/98
- Бронзовый призёр чемпионата Украины: 1996/97
- Победитель первой лиги Украины: 1995/96
- Серебряный призёр чемпионата УССР: 1988
- Четвертьфиналист Азиатских игр: 1998